# Колонна Непорочного зачатия
Колонна Непорочного зачатия (итал. La Colonna della Immacolata Concezione) — памятник XIX века в центре Рима, посвящённый Пресвятой Деве Марии, расположенный на площади Миньянелли, в юго-восточной части площади Испании. Выбор местоположения монумента был обусловлен соседством с Палаццо ди Пропаганда Фиде, в котором находится Конгрегация евангелизации народов, а также c посольством Испании, в знак признания папами заслуг этой страны в поддержке недавно изданного догмата о непорочном зачатии.
С декабря 1953 года понтифики ежегодно посещают памятник и с помощью римских пожарных возлагают букет цветов у ног статуи Девы Марии в честь праздника Непорочного зачатия.

## История
Колонна Марии была спроектирована архитектором Луиджи Полетти по заказу Фердинанда II, короля Обеих Сицилий. Своим даром Фердинанд хотел положить конец спору между Неаполем и Папской областью, который разгорелся в предыдущем веке, когда Неаполь отменил Кинею — ежегодную дань Папе, как суверену Неаполя.
Колонна была освящена 8 декабря 1857 года в честь недавно принятого догмата о непорочном зачатии 1854 года. Догма была широко провозглашена Ex cathedra через папскую буллу Ineffabilis Deus папой Пием IX.
Памятник представляет собой квадратное мраморное основание со статуями библейских персонажей по углам, которые окружают колонну из мрамора высотой 11,8 метра. На вершину колонны помещена бронзовая статуя Девы Марии работы Джузеппе Обичи. Использованы распространённые символические образы непорочного зачатия: Богоматерь с полумесяцем в ногах, стоящая на вершине мира, топчущая змея, обвившего земной шар (символ первородного греха, приписываемый всем людям со времен Адама и Евы).
Древнеримская коринфская колонна, использованная в памятнике, была обнаружена 17 сентября 1777 года во время строительства монастыря бенедиктинского ордена Санта-Мария-делла-Кончеционе, расположенного в районе бывшего Марсова поля. Судя по незавершенной конструкции она, вероятно, никогда не использовалась в строительстве и находилась в мраморной мастерской. В возведении колонны на пъедестал были задействованы 220 римских пожарных, которые в память об этом продолжают патронировать памятник и поныне.
Мраморное основание украшено четырьмя барельефами, представляющими Благовещение, сон святого Иосифа, коронацию Богородицы и обнародование догмы. У основания находятся четыре статуи старозаветных пророков, предвещавших непорочное зачатие, на пьедестале каждого приведена цитата из библейского стиха на латыни. В их числе:
- Царь Давид — Адамо Тадолини
- Пророк Исаия — Сальваторе Ревелли
- Пророк Иезекииль — Карло Челли
- Пророк Моисей — Игнацио Джакометти

| Библейские статуи, расположенные у подножия Колонны Непорочного зачатия. | Библейские статуи, расположенные у подножия Колонны Непорочного зачатия. | Библейские статуи, расположенные у подножия Колонны Непорочного зачатия. | Библейские статуи, расположенные у подножия Колонны Непорочного зачатия. |
| ------------------------------------------------------------------------ | ------------------------------------------------------------------------ | ------------------------------------------------------------------------ | ------------------------------------------------------------------------ |
|                                                                          |                                                                          |                                                                          |                                                                          |
| Пророк Моисей                                                            | Пророк Исайя                                                             | Царь Давид                                                               | Пророк Иезекиль                                                          |

## Комментарии
1. 1 2 3  "The Column of the Immaculate", Turismo Roma, Major Events, Sport, Tourism and Fashion Department. Дата обращения: 26 февраля 2024. Архивировано 1 января 2023 года.
2. ↑  Rome: feast of the Immaculate Conception, the Pope surprise at dawn in Piazza di Spagna. Дата обращения: 2 марта 2024. Архивировано 2 марта 2024 года.
3. ↑  Pope Francis Makes Early-Morning Visit to Immaculate Conception Statue in Rome. Дата обращения: 2 марта 2024. Архивировано 2 марта 2024 года.

## Внешние ссылки
- Молитва Иоанна Павла II у колонны, ср. , 8 декабря 2004 г.